# 拓跋拔
拓跋拔（？—455年3月3日），魏明元帝拓跋嗣之孙，驃骑大将军、乐平戾王拓跋丕之子，北魏宗室、官员。

## 生平
拓跋拔在父亲死后继承了乐平王的爵位，加号车骑大将军。兴光二年正月辛酉（455年3月3日），拓跋拔因为有罪被赐令自杀，封国被撤除。